# Aristolochia pohliana
Aristolochia pohliana är en piprankeväxtart som beskrevs av Pierre Étienne Simon Duchartre. Aristolochia pohliana ingår i släktet piprankor, och familjen piprankeväxter. Inga underarter finns listade i Catalogue of Life.